# حقل فتح النفطي
حقل فتح النفطي منطقة إنتاج نفط بحرية تبعد حوالي 97 كيلومترًا عن دبي، وتقع ضمن المياه الإقليمية لإمارة دبي في الخليج العربي. تدير شركة دبي للبترول هذا الحقل النفطي.
اكتشف الحقل النفطي سنة 1966 وبدأ الضخ منه بتاريخ 22 سبتمبر 1969، وهو أول بئر نفط في إمارة دبي.

## معرض صور
في 13 أكتوبر 1969، أصدرت الطوابع التالية التي تحتفي به:

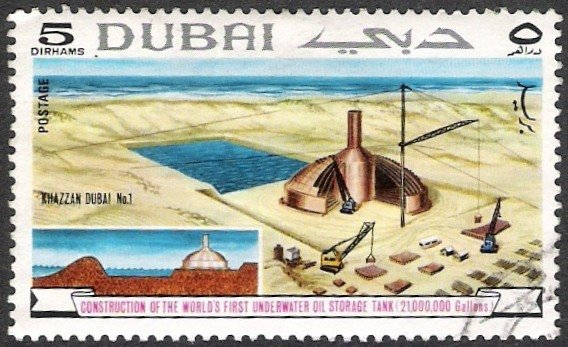
5 دراهم
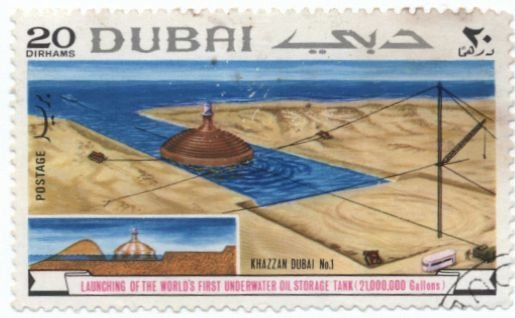
20 درهما
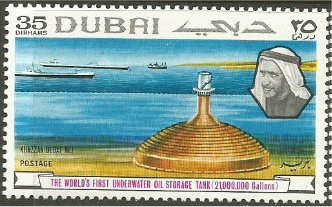
35 درهما
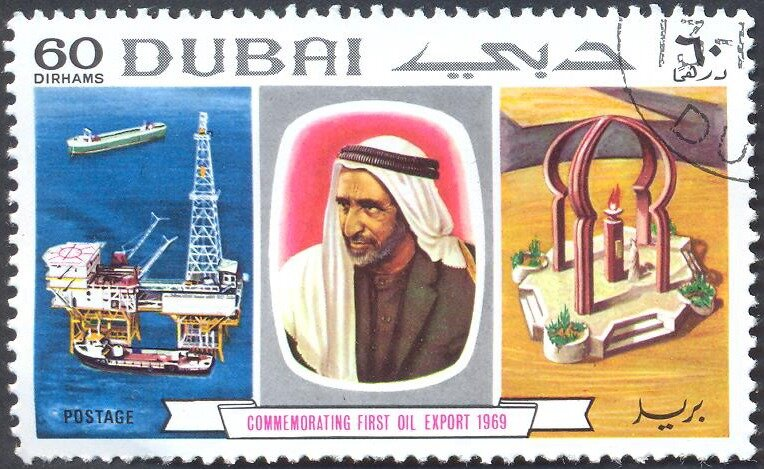
60 درهما
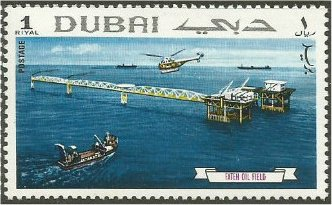
ريال واحد